# Fernando de Ornelas
Fernando Franco de Ornelas (Caracas, 29 luglio 1976) è un allenatore di calcio ed ex calciatore venezuelano, di ruolo attaccante.

## Palmarès

### Giocatore

#### Competizioni nazionali
- Campionato venezuelano: 1

Marítimo de V.: 1993
- Hong Kong Premier League: 1

Happy Valley: 1998-1999
- Coppa di Lega scozzese: 1

Celtic: 1999-2000
- 1. divisjon: 1

Odd Grenland: 2008